# مايكل دي. نوكس
مايكل دي. نوكس (وُلد 1946 في وايندوت بميشيغان ونشأ في غروس إل بمشيغان): هو ناشط أمريكي مناهض للحرب ومعلم وطبيب نفسي وكاتب. هو أيضًا أستاذ فخري بقسم قانون وسياسة الصحة العقلية؛ وعمل أستاذًا مميزًا في قسم الطب الباطني وأستاذًا فخريًا للصحة العامة في جامعة جنوب فلوريدا في تامبا بفلوريدا.

## التعليم والتكريم والجوائز
- دكتوراة في علم النفس من جامعة ميشغان عام 1974.
- ماجيستير في علم النفس من جامعة ميشيغان عام 1973.
- ماجيستير في الرعاية الاجتماعية من جامعة ميشيغان من كلية الخدمة الاجتماعية عام 1971.
- بكالوريوس من جامعة ميشيغان الشرقية بتخصص الأحياء وتخصص فرعي في الكيمياء وعلم النفس، 1968.

نوكس زميل لجمعية علم النفس الأمريكية وجمعية العلوم النفسية. مُنح درجة الزمالة في كلا المنظمتين اعترافًا بإسهاماته البارزة في علم النفس وفي المهنة. أصبح عضوًا في سيجما كاي، الجمعية الشرفية الدولية لعلماء البحث العلمي والمهندسين.

## الحياة المهنية
شملت الحياة العملية للنوكس المجالات والمواضيع المتعلقة بالموت والاحتضار والصحة العقلية للمجتمع وأخلاقه والوقاية من فيروس العوز المناعي البشري/ الإيدز، والسلام. أتم العديد من أعماله الأكاديمية في جامعة جنوب فلوريدا، حيث أصبح عضو هيئة تدريس منذ 1986. كان نوكس مسؤولًا عن أكثر من 50 مليون دولار من المنح والتمويل الخارجي الآخر للجامعة. تسبب في العديد من التعاونات شاملة منح تمويل مع أقسام الطب الباطني والطب النفسي وطب الأطفال وعلم الإجرام ومع كلية الصحة العامة بجامعة جنوب فلوريدا. أنشأ أيضًا اتحادًا ممولًا مع جامعة كاليفورنيا بسان فرانسيسكو، ومع جامعة فلوريدا وجامعة ميامي وجامعة بورتوريكو وجامعة جزر فيرجن وجامعة إيه آند إم في فلوريدا وجامعة إموري.
بصفته أستاذًا مثابرًا، عمل في لجان الأطروحات ودرَّس مساقات تتضمن «ندوات فخرية عن الأخلاق التطبيقية» و«الموت والاحتضار» و« فيروس العوز المناعي البشري والصحة العقلية»، نشر كتابات وقدم محاضرات على نطاق واسع بشكل أساسي عن مواضيع فيروس العوز المناعي البشري/ الإيدز والسلام والصحة العقلية للمجتمع والاستعداد للموت. في عام 1995، شارك في كتابة الأمنيات الأخيرة: كتيبًا لإرشاد الناجيين. أشادت مجلة الجمعية الطبية الأمريكية بالكتاب وأشادت أيضًا المجلة البريطانية الطبية ذا لانست وساتارداي إيفننج بوست. هو رئيس تحرير ومساهم في كتاب فيروس العوز المناعي البشري والرعاية الصحية للمجتمع الذي نُشر عام 1998 من دار ذا جونز هوبكينز يونيفرستي بريس.

### العمل بالصحة العقلية والمنحة الدراسية
قبل عمله الدؤوب في جامعة جنوب فلوريدا، كان نوكس مديرًا لمركز تايدووتر للصحة العقلية في فيرجينيا (1978- 1986). عمل أيضًا في كلية الطب بشرق فيرجينيا وفي مجلس إدارة وكالة أنظمة الصحة في شرق فيرجينيا. تقلد مجموعة من المناصب القيادية في منظمات وطنية ومهنية تابعة للدولة وتكرم عدة مرات من أجل عمله.
انضم مايكل نوكس لطاقم تدريس كلية بجامعة جنوب فلوريدا عام 1986. ترأس نوكس مدة تسعة أعوام حتى عام 1995 القسم الأكاديمي الوحيد عن الصحة العقلية للمجتمع في الولايات المتحدة. بصفته رئيسًا للقسم، أدار طاقم عمل مكونًا من 80 عضوًا وأشرف على ميزانية سنوية تبلغ 2.3 مليون دولار. انتُخب رئيسًا للمجلس الأعلى للكلية في جامعة جنوب فلوريدا في 1995 ومرة أخرى في 1996. وانتُخب رئيسًا للمجلس الاستشاري لمجالس الكلية لعام 1997/ 1998. كانت هذه المنظمة تمثل الجامعات العشرة التابعة للولاية جميعها وتعطي المشورة لرئيس مجلس إدارة الأعضاء بفلوريدا بخصوص القضايا الأكاديمية. منذ 1997 تَقلَّد منصب الأستاذ المميز في جامعة جنوب فلوريدا. عمل أستاذًا زائرًا في جامعة أوكسفورد في إنجلترا ضمن تكليف مدفوع الأجر متعلق بالرعاية ما قبل انتهاء الحياة. يتميز عمله بمناصب القيادة المستمرة في مجال الرعاية الصحية للمجتمع التي تشمل العمل في مجلس إدارة المجلس الوطني لمراكز الصحة العقلية للمجتمع ومناصب استشارية في اللجنة المشتركة لاعتماد المستشفيات. بالإضافة إلى ذلك، ترأس اللجنة التوجيهية الأولى للسجل الوطني لخدمات الصحة العقلية للمجتمع ونظم مراجعات الموقع في كل أنحاء البلاد للمركز الفيدرالي لخدمات الصحة العقلية.